# Calcio Scicli
L'Unione Sportiva Dilettantistica Scicli, meglio nota come Scicli, è una società calcistica italiana con sede nel comune di Scicli (libero consorzio comunale di Ragusa). Milita in Promozione, sesta divisione del campionato italiano.
Fondata nel 1950 come Società Sportiva Scicli la squadra arrivò, fra la seconda metà degli anni settanta e la prima metà dei novanta come Unione Polisportiva Scicli 1963, a disputare tredici campionati di Serie D, il massimo livello dilettantistico, a carattere nazionale. A partire dal 1963 la società ha subito tre rifondazioni, l'ultima nel 2020.
Per la stagione 2022-2023, il club non ha iscritto alcuna squadra ai campionati senior FIGC.

## Storia
Il calcio si iniziò a diffondere a Scicli negli anni 30 del XX secolo, con la formazione di piccole realtà come la U.S. Giovinezza Scicli, il ModicaScicli  o il Circolo Sportivo Scicli, ma la prima società cittadina di spessore nacque nel 1950 grazie alla Società Sportiva Scicli che nel giro di due stagioni raggiunse il campionato di Promozione. Dopo una retrocessione nel 1955 in Prima Divisione la formazione cremisi allestì subito una squadra in grado di ritornare nella massima serie regionale ma fu battuta negli spareggi promozione dal Licata e dal Terranova Gela; ciò fu fatale per lo Scicli che non si iscrisse al successivo campionato.

Una formazione dello Scicli nella stagione 1977-1978, durante gli anni della stabile militanza in Serie D.

Una nuova società nacque nel 1963 con l'Unione Polisportiva Scicli 1963. Nel campionato di Promozione 1975-1976 ci fu il primo grande trionfo della formazione cremisi che ottenne l'accesso alla Serie D, in cui lo Scicli ci rimase per tre anni per poi tornare in quarta serie nel 1984, 
restandovi per dieci stagioni consecutive e sfiorando l'accesso nei professionisti nella stagione 1985-1986, chiusa al secondo posto, anche se molto staccato dal Giarre. Nel 1989-1990 la squadra cremisi si rende protagonista di una storica cavalcata in Coppa Italia Dilettanti culminata alla fase nazionale dove ai sedicesimi di finale ha affrontato la Sangiuseppese; e successivamente due squadre lombarde; la Pro Lissone agli ottavi, e il Leffe ai quarti di finale, in cui ha prevalso la formazione della val Seriana.
Dal 1994 al 1996 avviene il tracollo dello Scicli vittima di tre retrocessioni consecutive, che lo portano dalla Serie D alla Prima Categoria; negli anni 2000 i cremisi stazionano per lo più in Promozione, con qualche sporadica apparizione in Eccellenza, sino al 2013 quando la squadra viene esclusa a campionato in corso e di conseguenza radiata dalla federazione. A raccogliere l'eredità calcistica cittadina c'è l'U.P.D. Scicli 2013, neonata società che nella stagione 2013-2014 gareggia nel campionato di Terza Categoria. La formazione domina nei propri gironi le ultime due stagioni, conquistando di diritto l'accesso al campionato di Prima Categoria per la stagione 2015-2016. La dirigenza non ha provveduto a iscrivere la squadra al campionato della stagione 2016-2017.
Nel giugno 2020 due club sciclitani, l'A.S.D. Atletico Scicli e l'A.S.D. Per Scicli, si fondono nell'A.S.D. Calcio Scicli, che riprende il cremisi come colore sociale e il leone sui tre colli nello stemma. La compagine, dopo essere stata ammessa in Promozione ed avervi disputato due anni, retrocede in Prima Categoria, poi non iscrivendovisi.
Resta a rappresentare la città di Scicli nei campionati senior l'U.S.D. C.R. Scicli, istituita nel 2021 (come F.C. Scicli) e militante nel campionato di Promozione.

## Colori
Il colore dello Scicli è il cremisi, una delle poche squadre in Italia ad adottare questo colore sociale, la seconda maglia è quasi interamente bianca con risvolti di colore cremisi.

## Palmarès

### Competizioni regionali
- Promozione: 3

1975-1976 (girone B); 1999-2000 (girone C); 2003-2004 (girone C)
- Prima Categoria: 2

1972-1973 (girone D); 2010-2011 (girone G)
- Seconda Divisione: 1

1950-1951 (girone D)
- Seconda Categoria: 1

2014-2015 (girone I)

### Competizioni provinciali
- Terza Categoria: 1

2013-2014

## Statistiche e record

### Partecipazioni ai campionati
Campionati nazionali
| Livello | Categoria                       | Partecipazioni | Debutto   | Ultima stagione | Totale |
| ------- | ------------------------------- | -------------- | --------- | --------------- | ------ |
| 4º      | Serie D                         | 3              | 1976-1977 | 1978-1979       | 3      |
| 5º      | Campionato Interregionale       | 8              | 1984-1985 | 1991-1992       | 10     |
| 5º      | Campionato Nazionale Dilettanti | 2              | 1992-1993 | 1993-1994       | 10     |

### Altri piazzamenti
- Campionato Interregionale:

Secondo posto: 1985-1986 (girone M)
- Coppa Italia Dilettanti:

Semifinalista: 1975-1976